# Ла-Литера

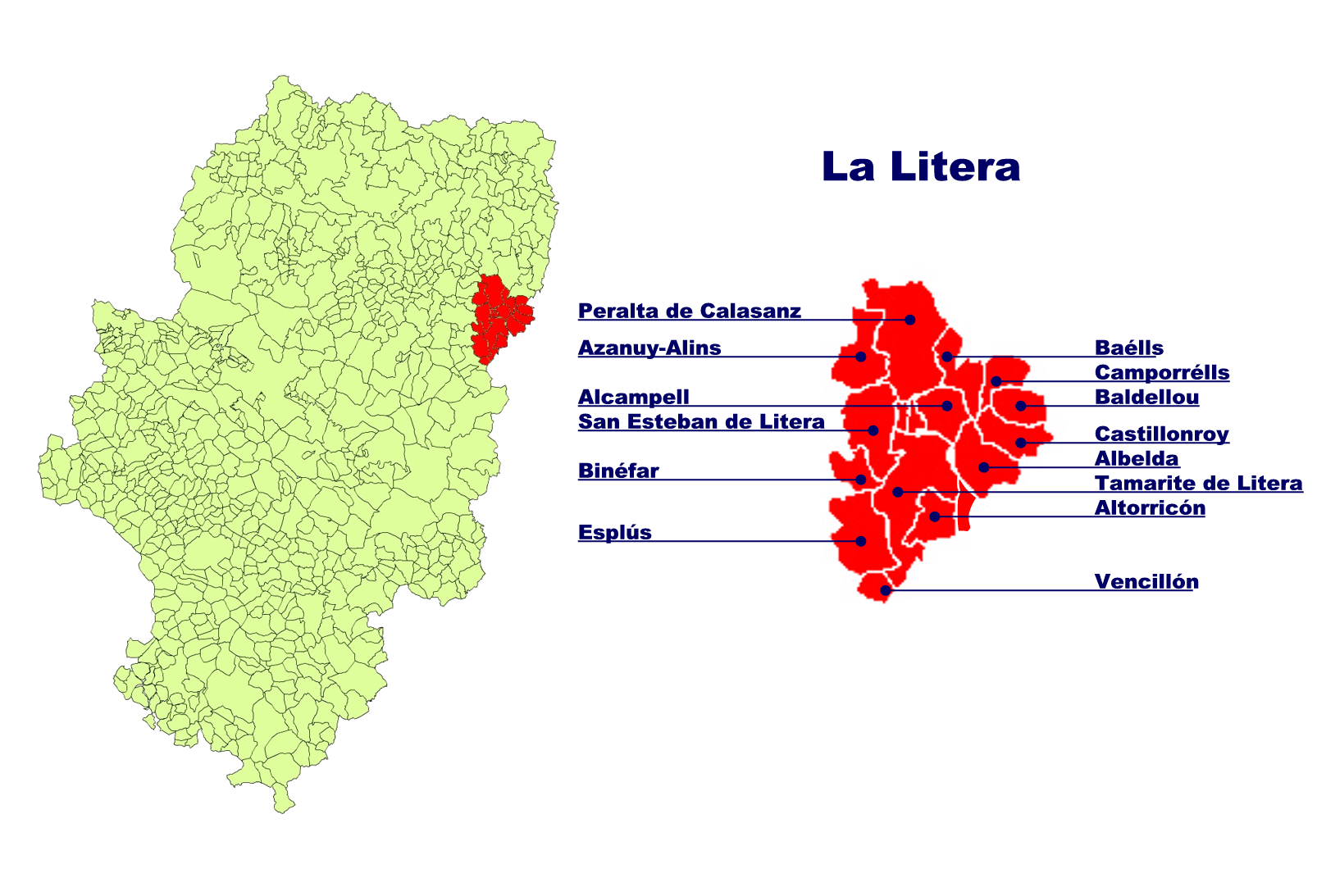

Ла-Литера (исп. La Litera)  — район (комарка) в Испании, входит в провинцию Уэска в составе автономного сообщества Арагон.

## Муниципалитеты
1. Альбельда
2. Алькампель
3. Альторрикон
4. Асануй-Алинс
5. Баэльс
6. Бальдельоу
7. Бинефар
8. Кампоррельс
9. Кастильонрой
10. Эсплус
11. Перальта-де-Каласанс
12. Сан-Эстебан-де-Литера
13. Тамарите-де-Литера
14. Венсильон